# Повърхност
В математиката, повърхност или повърхнина е двуизмерно многообразие. Някои повърхности представляват граници на триизмерни твърди тела. Например сферата представлява граница на твърда топка. Други повърхности се появяват като графики на функции на две променливи. Все пак, повърхностите могат да бъдат дефинирани и абстрактно, без връзка с каквото и да е околно пространство. Така например, бутилката на Клайн е повърхност, която не може да бъде включена в триизмерно Евклидово пространство.
Топологичните повърхности понякога разполагат с допълнителна информация, като например Риманова метрика или сложна структура, която ги свързва с други области на математиката, като например диференциална геометрия или комплексен анализ. Различните математически понятия за повърхност могат да се използват за моделиране на повърхности във физическия свят.
Точното определение на повърхността може да зависи от контекста. Обикновено, в алгебричната геометрия, повърхността може да се пресича сама себе си (и може да има други сингулярности), докато в топологията и диференциалната геометрия не може.
Тъй като повърхността е двуизмерно пространство, движеща се точка върху нея може да се движи в две посоки (има две степени на свобода). Понятието за повърхност е широко използвано във физиката, инженерните науки, компютърната графика и много други дисциплини, като най-често се отнася за повърхността на физически обекти. Например, при анализирането на аеродинамичните свойства на самолет, от главно значение е потокът на въздуха по неговата повърхност.

## Построяване от многоъгълници
Всяка затворена повърхност може да бъде построена от многоъгълник с четен брой страни. Например, за всеки многоъгълник по-долу, свързването на страните със съответните букви (A с A, B с B), така че стрелките да сочат в една и съща посока, се получава посочената повърхност.
- сфера
- реална проективна равнина
- тор
- бутилка на Клайн

Всеки фундаментален многоъгълник може да бъде записан символично. За целта трябва да се започне от всеки връх и да се продължи по обиколката на многоъгълника във всяка посока, докато се стигне до началния връх. По време на обхождането трябва да се запише буквата на всеки връх последователно, с показател -1, ако ръбът сочи противоположно на посоката на преминаване. Четирите модела по-горе, обходени по посока на часовниковата стрелка, започвайки от горе вляво, дават:
- сфера: {\displaystyle ABB^{-1}A^{-1}}
- реална проективна равнина: {\displaystyle ABAB}
- тор: {\displaystyle ABA^{-1}B^{-1}}
- бутилка на Клайн: {\displaystyle ABAB^{-1}}.